# Kup CEB-e 2006.
Kup CEB-a 2006. je bejzbolaški europski kup održan pod krovom organizacije Europske bejzbolaške konfederacije.
Natjecanje se održalo u dva grada, u Španjolskoj, Viladecansu i St. Boiju.

## Konačni poredak
1. Kelteks Karlovac
2. Solingen Alligators
3. Les Templiers Senart
4. Zagreb
5. CB Viladecans
6. Arrows Ostrava
7. Karlskoga Bats, (ispali u kvalifikacijski razred)

 CSK Balašiha se povukao iz natjecanja, te je automatski ispao u kvalifikacijski razred.
Pobjednik Kupa CEB za 2006. je hrvatski predstavnik Kelteks iz Karlovca.